# Ocyptamus tristani
Ocyptamus tristani är en tvåvingeart som beskrevs av Manuel A. Zumbado 2000. Ocyptamus tristani ingår i släktet Ocyptamus och familjen blomflugor. Inga underarter finns listade i Catalogue of Life.